# ريدبيرن
ريدبيرن: رحلته الأولى هو الكتاب الرابع للكاتب الأمريكي هيرمان ميلفيل، نُشر لأول مرة في لندن في عام 1849. الكتاب سيرة شبه ذاتية تروي مغامرات الشباب الراقي بين البحارة الخشنين والهمجيين في أحياء ليفربول القذرة. كتب ميلفيل القصة في أقل من عشرة أسابيع. يقول أحد الباحثين «إنه عمله الأكثر طرافةً»، بينما يصفه الباحث إف. أو. ماتيسن «بالكتاب الأكثر تأثيرًا بين كتب ميلفيل قبل موبي ديك».

## الحبكة
شاب غيرَ قادر على العثور على عمل في بلده، سجل ويلنبورو ريدبيرن الشاب اسمه للعمل على متن هايلاندر، وهي سفينة شحن بين مدينتي نيويورك وليفربول في إنجلترا. يقدم نفسه على أنه «ابن سيد» متوقعًا أن يعامَل كذلك. يكتشف أنه مجرد «صبي» غرّ، في الطبقة الأدنى في السفينة التي توكِل إليه الواجبات التي لا يريدها البحارة الآخرون، مثل تنظيف «بيغ بين»، وهي مكان قذر على متن السفينة. لقّبه أول زميل تعرف عليه باسم «أزرار»، وذلك لوجود تلك الأزرار اللامعة على سترته غير الملائمة. فهم ريدبيرن بسرعة كيف تعمل العلاقات الاجتماعية على ظهر السفينة. باعتباره بحارًا عاديًا، لا يوجد أي اتصال بينه وبين الرجال «خلف الصاري»، وهم الضباط الذين يقودون السفينة. أمهر البحارة على ظهر السفينة رجل متنمّر يُدعى جاكسون، يحكم بالخوف وبقبضته الحديدية منطقة «خلف الصاري» حيث يعيش البحارة العاديون. جاكسون غير متعلم ولكنه ماكر، وله عينٌ حولاء وأنف مكسور، ووُصف بأنه «قابيل» عائم، وخُتمت على جبينه الصفراء لعنةٌ مبهمة. هدف جاكسون هو تخريب كل قلب يمر به وإحراقه. سرعان ما اختبر ريدبيرن جميع تجارب الأغرار: دوار البحر، وتنظيف الأرضيات، وتسلق الصواري في عتمة منتصف الليل لنشر أشرعة الإبحار، والأماكن الضيقة، والطعام السيئ.
مع رسو السفينة في ليفربول، مُنح ريدبيرن حريته على الشاطئ. استأجر غرفة وسبر المدينة كل يوم. في أحد الأيام في شارع يُسمى «لونسلوتس هي»، سمع «عويلًا واهنًا» من سرداب تحت مخزن قديم، وبعد التمعن فيه لاحظ «ما كان يشبه شكل امرأة. يداها الزرقاوان مضمومتان إلى صدرها المتورم بشدة تخنقان أشياء تشبه الأطفال، يميلون نحوها من كل جانب على حدة. في البداية، لم أعرف ما إذا كانوا أحياء أم أموات، لم يُبدوا أي إشارة، لم يتحركوا أو يُثاروا .. لا شيء سوى العويل المؤلم للروح الآتي من السرداب». هرع لطلب النجدة، لكنه قوبل بلامبالاة من قبل جامع بالات وعتال، ومن مالكة الغرفة، وحتى من قبل شرطي نصحه بألا يحشر أنفه في ما لا يعنيه. عاد وبحوزته بعض الخبز والجبن وألقاها في السرداب إلى الأم وأطفالها، ولكنهم كانوا ضعفاء غير قادرين على حمله والاقتيات به. همست الأم «ماء»، فهرع وملأ قبعته المشمعة من حنفية مفتوحة. شربت الفتيات وانتعشن بما يكفي لقضم بعض الجبن. أمسك ذراعي المرأة وباعدهما فوجد «رضيعًا هزيلًا، الجزء السفلي من جسده مندخلٌ بغطاء قديم، وجهه أبيض مبهر حتى في بؤسه، لكن العينين المغلقتين كانتا ككرتي نيلة، لا بد أنه مات منذ بضع ساعات». رأى ريدبيرن أنهم لن يستفيدوا من أي محاولة طبية لإنقاذهم، فعاد إلى غرفته. بعد أيام قليلة، زار الشارع مجددًا ووجد السرداب خاليًا: «عوضًا عن المرأة والأطفال، كانت هناك كومة من الجير تتلألأ».

## روابط خارجية
- ريدبيرن على موقع الموسوعة البريطانية (الإنجليزية)